# Svenska institutet
Svenska institutet est une agence publique suédoise, dont la mission est de promouvoir l'image et la crédibilité de la Suède dans le monde. Le siège de l'agence est situé à Stockholm. L'agence possède une branche à l'étranger, à Paris : l'Institut suédois. Elle emploie environ 140 personnes.

## LeCentre culturel suédois
En 1971, le Centre culturel suédois, ancêtre de l'Institut suédois, ouvre ses portes à Paris.